# Pedro I da Bulgária
Pedro I (em búlgaro:  Петър I - Petar) foi o imperador da Bulgária (czar) entre 927 e 969. Depois de um longo e próspero reinado, Pedro não conseguiu repelir a invasão da Bulgária pela Rússia de Quieve em 970 e o fim do seu reinado marcou o início da derrocada que culminaria com a conquista bizantina e o fim do Primeiro Império Búlgaro em 1018.

## Primeiros anos
Pedro era filho de Simeão I com sua segunda esposa, a irmã de Jorge Sursúbulo - um dos homens mais poderosos de sua corte no início de seu reinado - e nasceu no início do século X. Em 913, é possível que ele tenha visitado o palácio imperial em Constantinopla juntamente com seu irmão mais velho Miguel, que, por razões inexplicadas, foi forçado pelo pai a entrar para um mosteiro abrindo caminho para Pedro.
Para se provar um herdeiro merecedor tanto aos olhos do pai quanto para os governantes dos países vizinho, Pedro começou seu reinado com uma ofensiva militar contra a Trácia bizantina em 927. Depois de alguns sucessos, ele negociou secretamente um tratado de paz com os bizantinos antes que eles pudessem retaliar. O imperador Romano I Lecapeno aceitou a os ermos e arranjou um casamento diplomático entre sua neta, Maria, e o imperador búlgaro. Em outubro de 927, Pedro chegou à capital imperial para conhecer Romano e assinar o tratado de paz, casando-se com Maria na igreja de Zoódoco Pege. Como sinal de uma nova era das relações entre búlgaros e bizantinos, o nome da princesa foi alterado para Irene (Eirene - "paz" em grego). Na verdade, o novo tratado de 927 foi o resultado dos sucessos militares e das iniciativas diplomáticas de Simeão, habilmente continuadas por Pedro. A paz foi obtida com as fronteiras restauradas à posição definida pelos tratados de 897 e 904. Além disso, os bizantinos também reconheceram o título de basileu (czar) para o monarca búlgaro, a autocefalia do Patriarcado da Bulgária e concordaram em continuar pagando um tributo anual à Bulgária.

## Revoltas e invasões
Os sucessos iniciais do reinado de Pedro foram seguidos de alguns revezes menores. Por volta de 930, ele teve que enfrentar uma revolta liderada por Ivã, um de seus irmãos menores, que acabou derrotado e exilado em Bizâncio. Logo depois, Miguel, seu irmão mais velho, escapou do mosteiro e liderou outra revolta, muito maior, que só terminou com a sua morte inesperada. Finalmente, seu irmão mais jovem, Benjamim (Bojan) foi acusado de ser um lobisomem e um feiticeiro pelo bispo italiano Liuprando de Cremona, mas ele aparentemente não representou ameaça alguma ao governo de Pedro.
Talvez aproveitando-se destes desafios ao reinado de Pedro, o príncipe da Sérvia Tzéstlabo escapou da capital imperial búlgara, Preslava, em 933 em com o apoio tácito dos bizantinos, conseguiu iniciar uma revolta entre os sérvios contra o jugo búlgaro. A revolta conseguiu libertar a Sérvia e reconquistar sua independência. É possível também que Pedro tenha sido obrigado a enfrentar as invasões dos magiares, que haviam sido derrotados e forçados a se mudar para a Panônia por seu pai em 896. É possível que, depois de uma derrota inicial, Pedro tenha concordado em negociar com o inimigo, pois ele passou a utilizar-se de unidades magiares como aliados na luta contra os sérvios. Diversos clãs e chefes militares magiares começaram a se assentar no que ainda era território búlgaro a norte do Danúbio, onde ele acabaram se tornando federados dos búlgaros independentes da dinastia Árpád. O arranjo abriu caminho para que, meio século depois da morte de Pedro, a região fosse definitivamente perdida. Pedro também permitiu que grupos aliados atravessassem o território búlgaro para atacar o Império Bizantino na Trácia e na Macedônia, provavelmente uma reação contra o apoio que os bizantinos haviam dado à revolta sérvia.

## Reinado
Pedro I teve um longo e relativamente pacífico reinado, mas que foi parcamente coberto pelos cronistas nativos e estrangeiros. A despeito dos desafios que ele enfrentou logo depois de sua ascensão e a situação crítica no final de sua vida, a Bulgária de Pedro parece ter sido próspera e progressivamente mais bem organizada, com um aparato administrativo percebido por visitantes estrangeiros e confirmado por várias descobertas de sinetes imperiais. O imperador foi particularmente generoso com a igreja e a presenteou ricamente durante todo seu reinado. A generosidade do imperador alcançou o ponto de ser considerada como um fator de corrupção até mesmo pelos clérigos ortodoxos como Cosme, o Presbítero. Outros escolheram se distanciar das tentações do mundo secular, particularmente Santo Ivã de Rila, mas mesmo a vida ascética deles atraiu a atenção do monarca, que pedia-lhes conselhos espirituais. O luxo e as tensões sociais decorrentes podem ter sido fatores preponderantes para a disseminação do bogomilismo, que foi duramente combatido por Pedro. 

## Conflito com os bizantinos e com Quieve

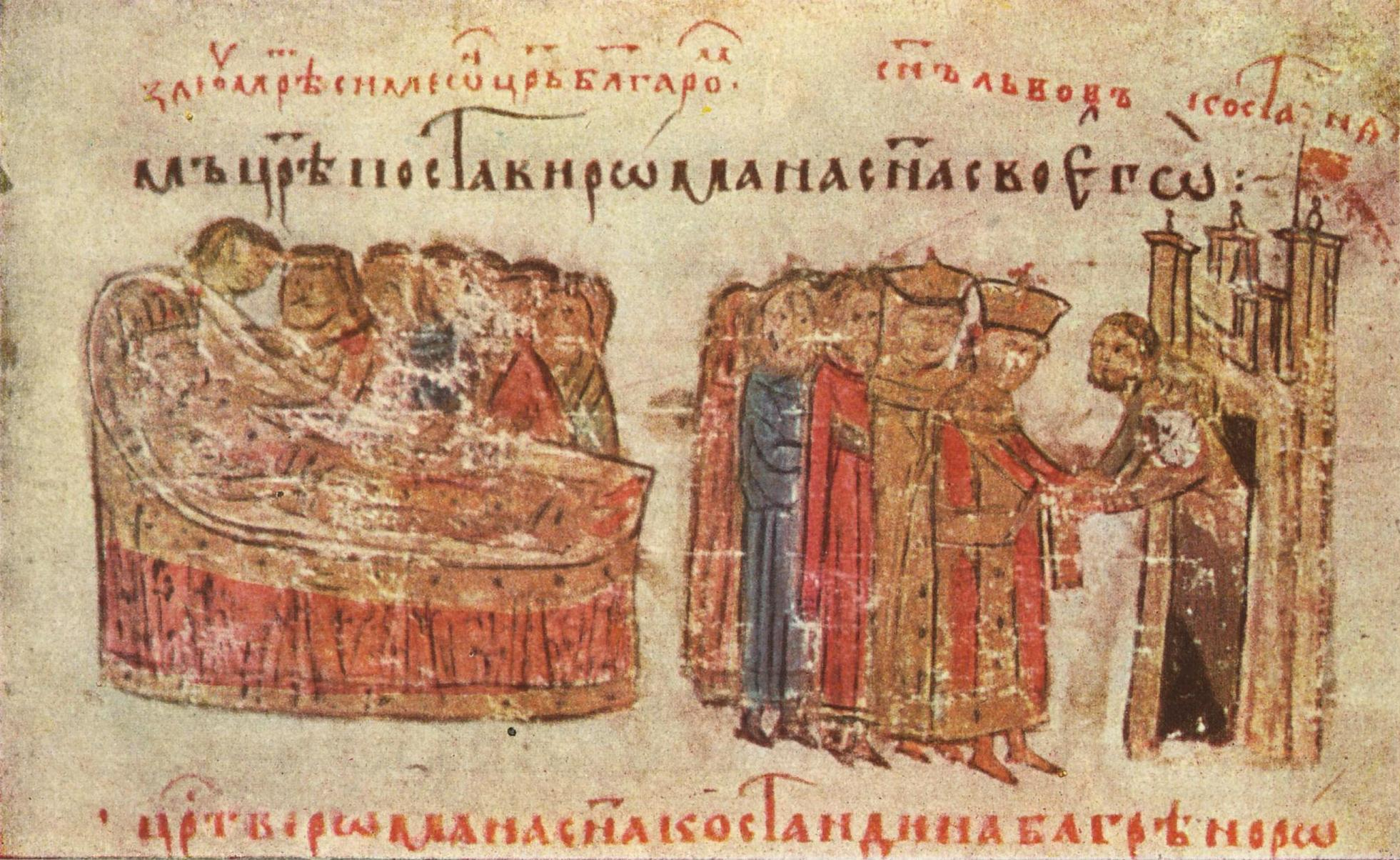
Morte de Pedro e o retorno de seus filhos à Bulgária.
Iluminura na Crônica de Constantino Manasses

As relações com o Império Bizantino pioraram depois da morte da esposa de Pedro, Irene Lecapena, em meados da década de 960. Vitorioso em sua luta contra o Califado Abássida, o novo imperador Nicéforo II Focas se recusou a pagar o tributo em 966 por causa da aliança búlgaro-magiar e realizou demonstrações de força na região fronteiriça. Dissuadido de sua ideia de atacar diretamente a Bulgária, Nicéforo II enviou um mensageiro para os grão-príncipe de Quieve Esvetoslau I pedindo-lhe que atacasse a Bulgária pelo norte.
Esvetoslau rapidamente lançou uma campanha com um enorme exército de 60 000 homens e derrotou completamente os búlgaros do Danúbio na Batalha de Silistra, tomando mais de 80 fortalezas em 968. Estupefato pelo sucesso avassalador de seu aliado e desconfiado de suas intenções reais, Nicéforo II rapidamente firmou a paz com a Bulgária e acordou o casamento de seus herdeiros, os jovens imperadores Basílio II Bulgaróctono e Constantino VIII, com princesas búlgaras. Dois dos filhos de Pedro foram enviados à Constantinopla como negociadores e "reféns de honra". Neste ínterim, Pedro conseguiu forçar o recuo das forças quievanas ao incitar os pechenegues, tradicionais aliados búlgaros, a atacarem Quieve.
Apesar deste sucesso temporário e da reconciliação com Bizâncio, a Bulgária teve que enfrentar uma nova invasão de Esvetoslau em 969. Os búlgaros foram novamente derrotados, Pedro teve um derrame, foi forçado a abdicar e tornou-se um monge. Ele morreu em 30 de janeiro de 970.

## Reputação
Comparado com os sucessos militares do reinado de seu pai, Pedro tem sido tradicionalmente considerado como um governante fraco, que perdeu territórios e prestígio ao permitir que suas forças militares entrassem em declínio enquanto seu país era devastado por invasores estrangeiros. Ele também é acusado de transformar a Bulgária num estado-satélite governado por agentes bizantinos, nomeadamente a imperatriz e sua corte. Este ponto de vista tem sido questionado por estudos acadêmicos mais modernos, que enfatizam a influência e a paz interna usufruídas pela sociedade búlgara durante seu reinado, reavaliam as relações entre a Bulgária e seus vizinhos semi-nômades (magiares e epechenegues) e questionam a alegada influência sinistra da neta de Romano. Apesar de o reinado de Pedro ter de fato testemunhado a disseminação do bogomilismo, suas origens são mais demográficas (talvez por inspiração dos paulicianos assentados no passado pelos imperadores bizantinos na Trácia) que sociais e a Igreja Ortodoxa Búlgara acabou por canonizá-lo. Na Idade Média, Pedro era considerado um bom governante e, quando a Bulgária foi conquistada pelos bizantinos, líderes rebeldes contra a conquista, que perdurou de 1018 a 1185, frequentemente adotavam seu nome para enfatizar legitimidade e continuidade (como foi o caso de Pedro Deliano e de Constantino Bodino, que adotou o nome de "Pedro III").

## Família
De seu casamento com Irene Lecapena, Pedro teve diversos filhos, incluindo:
- Plenimir
- Bóris II, seu sucessor em 969.
- Romano I, que ascendeu ao trono em 977.